# 埃尔戈尔多星系团
El Gordo （lit. The Fat One，ACT-CL J0102-4915 或 SPT-CL J0102-4915）是截至2011年，在其距離或更遠的地方觀測到的最大的遙遠星系團。截至2014年，它保持著被發現的質量略低於3萬億太陽質量的最大遙遠星系團的記錄。儘管後來它的質量以10%的不確定性降低到約2.1萬億太陽質量。它是由美國國家航空暨太空總署的錢德拉X射線天文台、阿塔卡馬宇宙學望遠鏡（由國家科學基金會資助）和歐洲南方天文台的甚大望遠鏡發現的。
這個星系團的正式名稱為 ACT-CL J0102-4915，但研究人員給它起了一個「暱稱」：El Gordo。在西班牙語中代表「胖一號」或「大一號」。它位於距離地球超過70億光年的地方。
在德克薩斯州奧斯丁舉行的美國天文學會第219次會議上宣佈了對El Gordo的發現和結果。

## 觀測
歐洲南方天文台的甚大望遠鏡和錢德拉X射線天文台的發現表明，埃爾戈爾多星系團由兩個獨立的星系群和星系團組成，正以每小時數百萬公里的速度碰撞。 這些觀測（使用X射線數據和其它特徵）表明，El Gordo最有可能以與子彈星團（距離地球40億光年）相同的方式形成。

## 埃爾戈爾多星系團和and ΛCDM
據稱，這個相互作用的星系團給傳統的宇宙學ΛCDM模型帶來了問題，因為很難將∧CDM的星系形成模型與宇宙歷史上早期觀測到的El Gordo、其大質量和高碰撞速度相結合。有人認為，後來更精確的量測否定了這一說法，並導致了與∧CDM宇宙學完全一致的較小質量估計。然而，與∧CDM一致的說法被證明是由於假設碰撞速度非常低，而這一假設沒有得到任何流體動力學模擬的支持，而不是因為質量估計略有减少，這本身並不能解决問題。

## 圖集

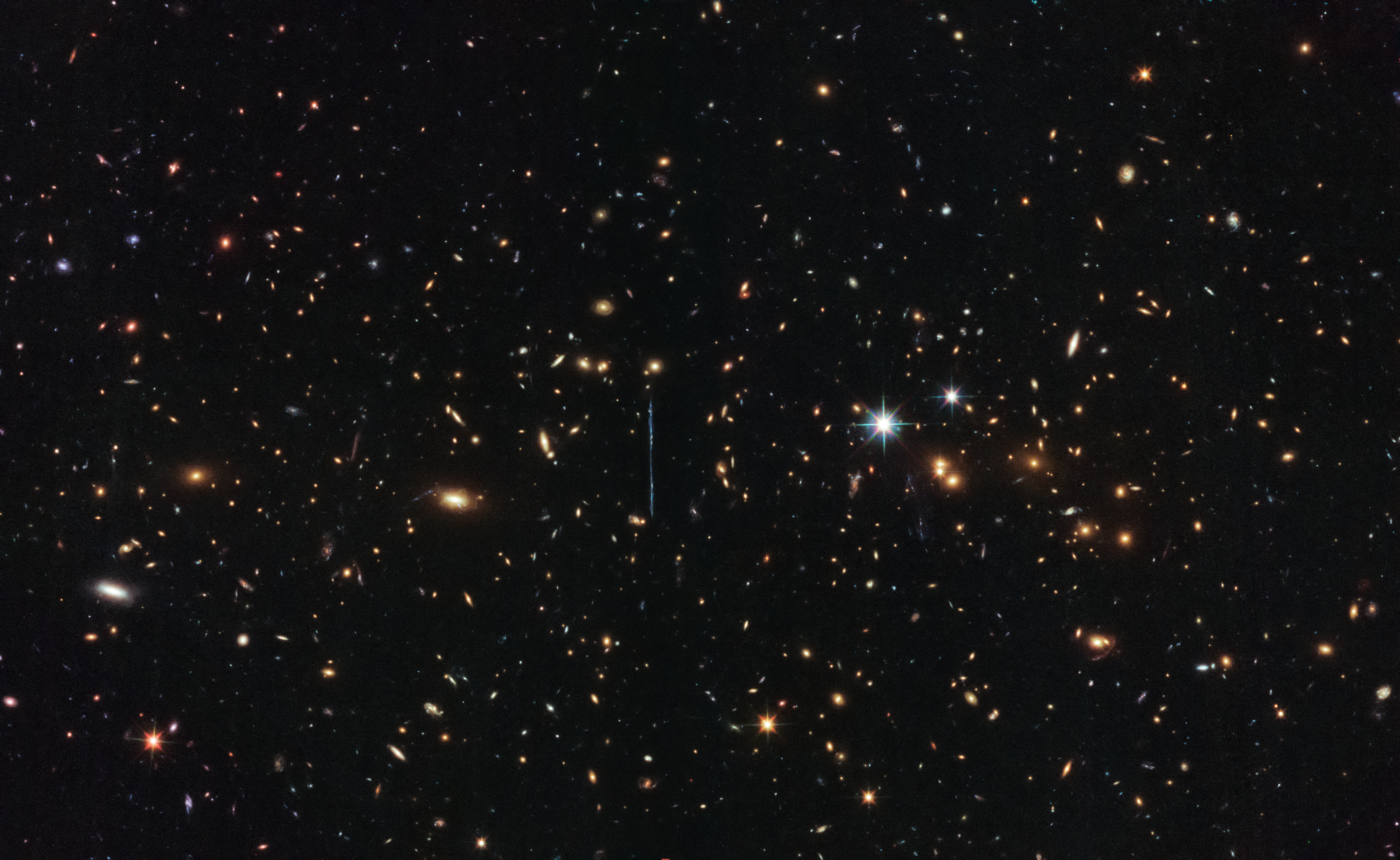
星系團ACT-CL J0102-4915包含大約2萬億個太陽的質量[18]。
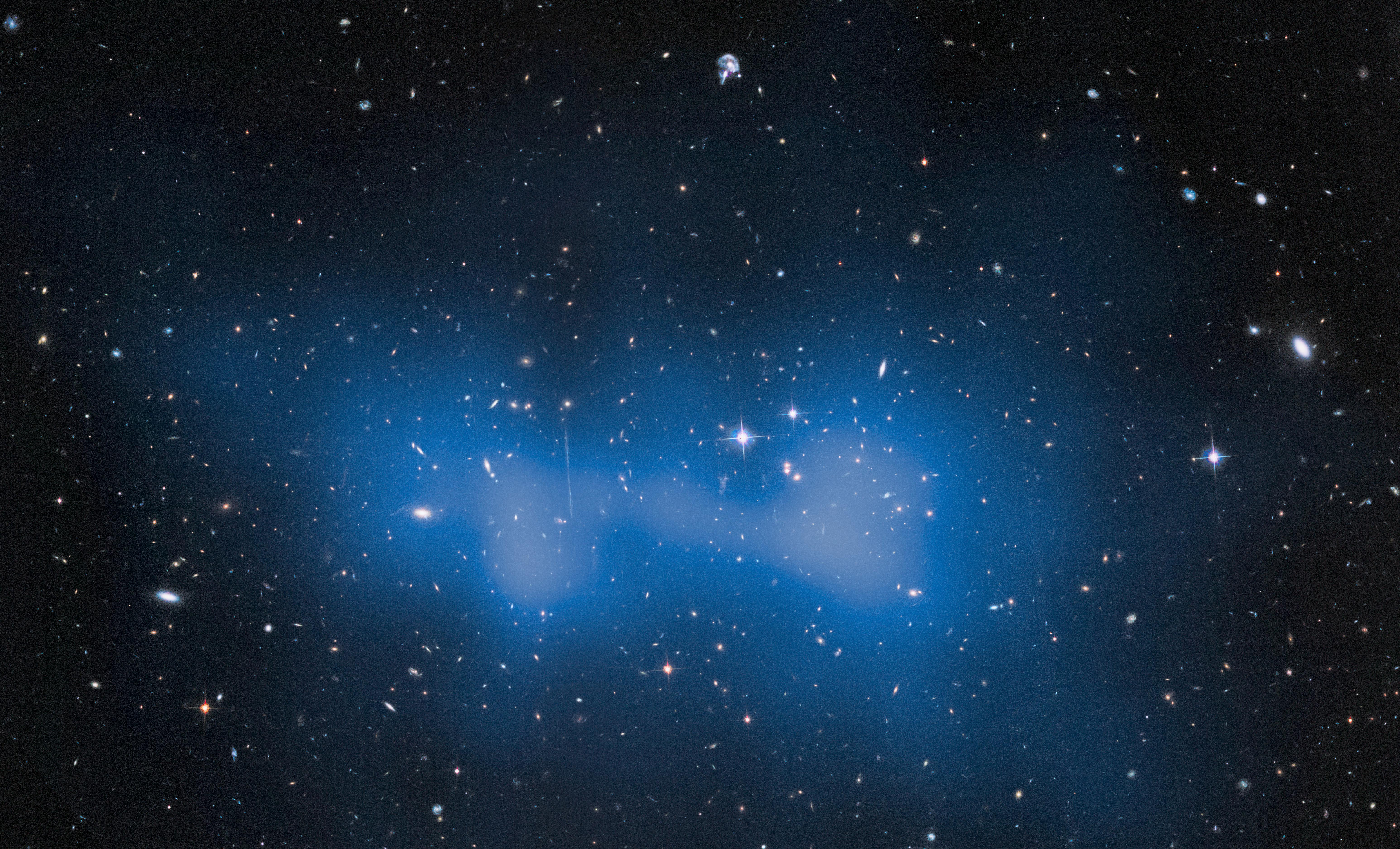
ACT-CL J0102-4915的哈伯影像
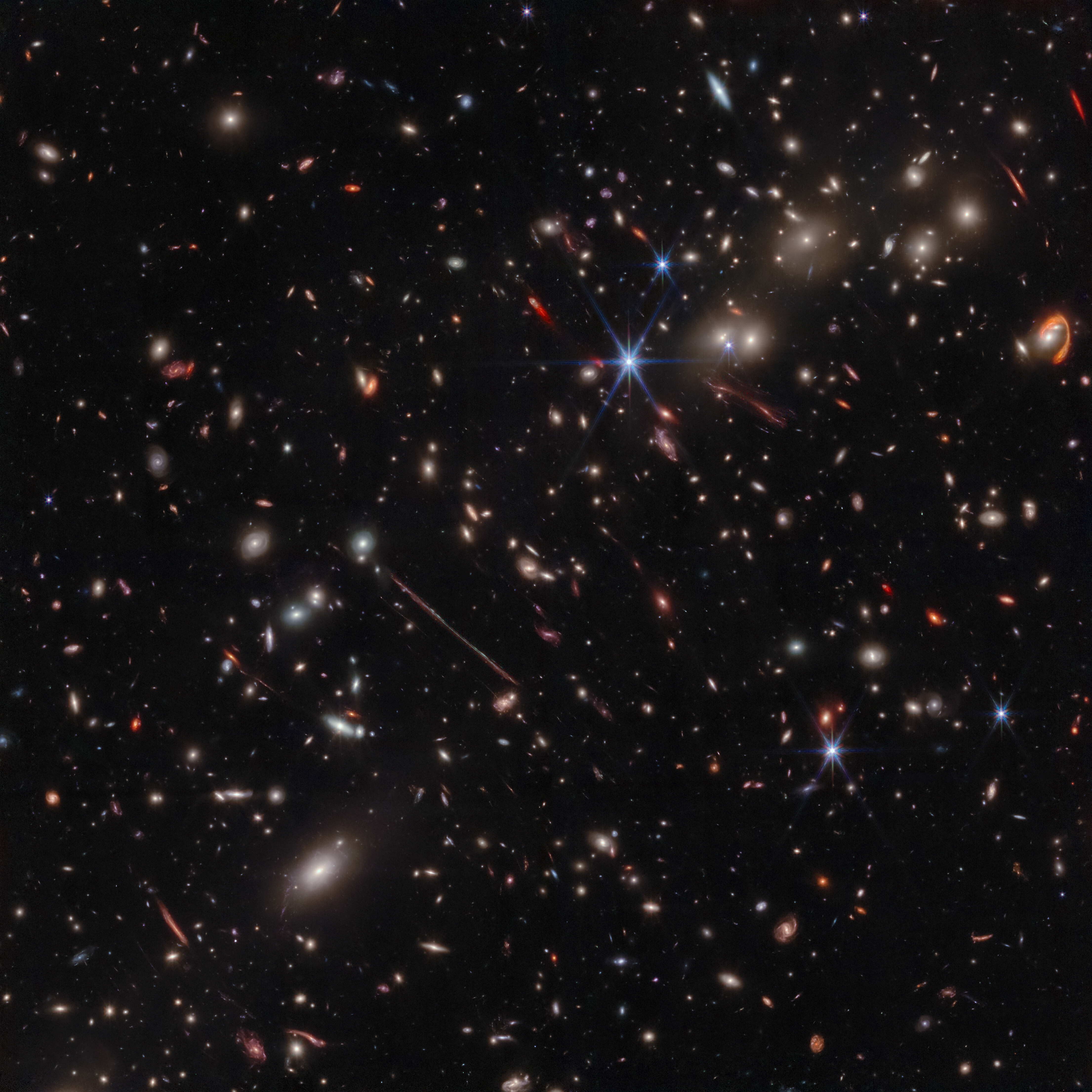
ACT-CL J0102-4915的韋伯圖片

## 外部連結
- El Gordo Galaxy Cluster
- El Gordo: A 'Fat' Distant Galaxy Cluster （页面存档备份，存于）
- El Gordo (ACT-CL J0102-4915): NASA's Chandra Finds Largest Galaxy Cluster in Early Universe （页面存档备份，存于）